# Alfa Lupi

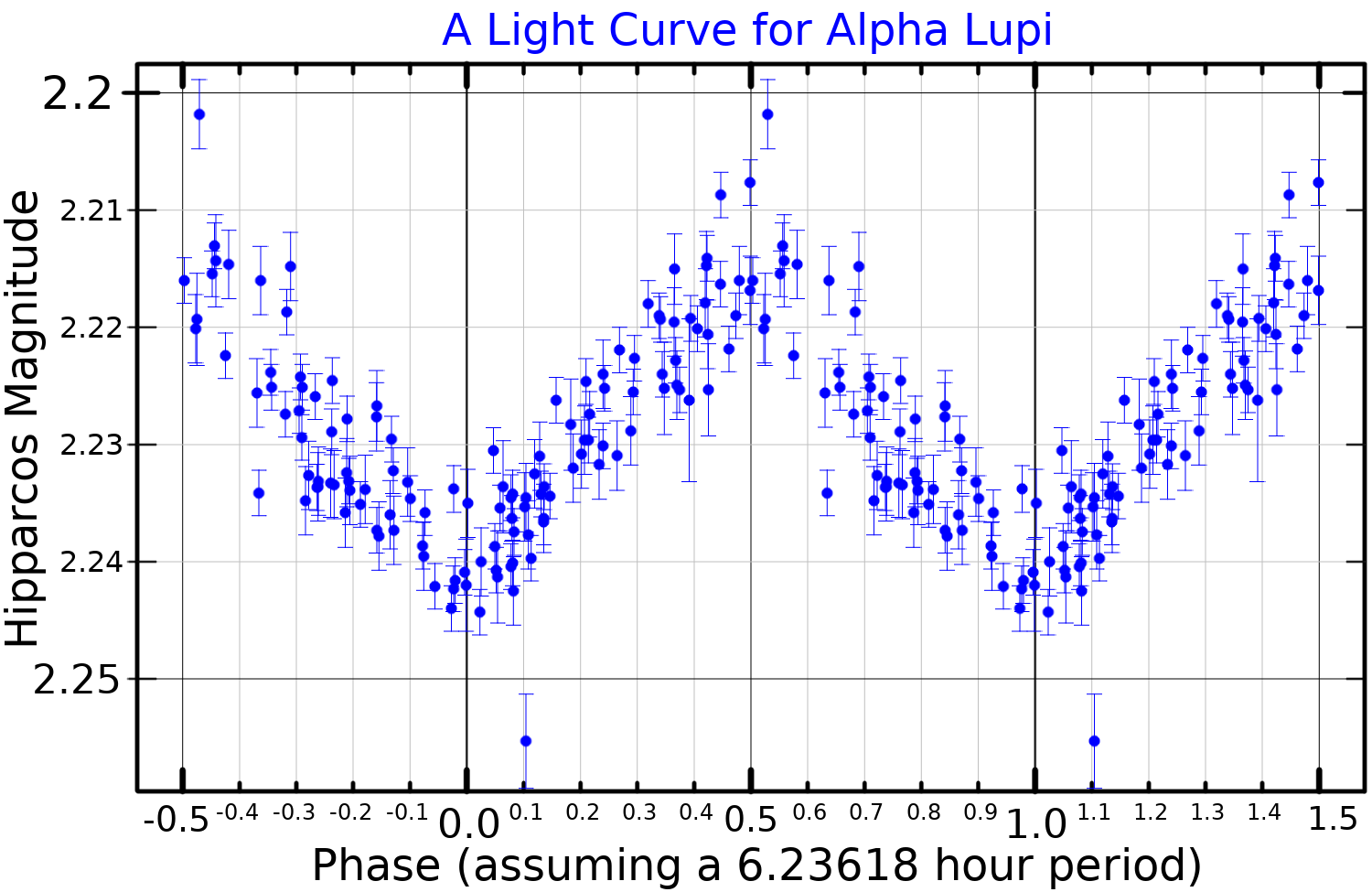
Curva de luz de Alpha Lupi

Alfa Lupi (α Lup / HD 129056) es la estrella más brillante de la constelación de Lupus, el lobo, con magnitud aparente +2.30. Se encuentra a 550 años luz del sistema solar.

## Nombre
Alfa Lupi no ha tenido nombre propio habitual excepto en China, donde era conocida como Yang Mun o Men (‘puerta del Sur’). Otro nombre ocasionalmente utilizado para designar a esta estrella es Kakkab. Proviene del título Kakkab Su‑gub Gud‑Elim usado antiguamente en el valle del Éufrates, (‘la estrella a la izquierda del toro enastado’) parece que en referencia a un centauro representado en el cielo.

## Características físicas
Alfa Lupi es una estrella gigante azul caliente de tipo espectral B1.5III, cuya temperatura superficial es de 21 600 K. Brilla con una luminosidad equivalente a 20 000 soles, siendo la mayor parte de su energía emitida en forma de luz ultravioleta. Presenta una metalicidad —abundancia relativa de elementos más pesados que el helio— comparable a la solar ([M/H] = +0.04 ± 0.10). Con una masa estimada diez veces mayor que la masa solar, es una estrella relativamente joven, de unos veinte millones de años de edad.
Alfa Lupi es una variable del tipo Beta Cephei, similar a Murzim (β Canis Majoris). Este tipo de estrellas muestran variaciones en su brillo debido a pulsaciones en su superficie. En el caso de Alfa Lupi estas variaciones son de un 3 % en su luminosidad y su período es de algo más de 6 horas y 14 minutos, uno de los más largos dentro de esta clase de variables.
Como muchas estrellas de tipo espectral O y B, Alfa Lupi forma parte de una asociación estelar OB, grupo de estrellas disperso con un probable origen común. Concretamente es miembro de la subasociación «Centaurus Superior-Lupus» o UCL, que a su vez forma parte de la gran Asociación Scorpius-Centaurus. Conforma una estrella doble con una tenue «compañera» de magnitud 13, visualmente a 28 segundos de arco. Se desconoce si ambas estrellas constituyen un verdadero sistema binario.